# La Cage de verre (roman)
Pour les articles homonymes, voir La Cage de verre (homonymie).
La Cage de verre est un roman de Georges Simenon, publié en 1971 aux Presses de la Cité.
Simenon achève l'écriture de ce roman le 17 mars 1971, à Epalinges (canton de Vaud), en Suisse.

## Résumé
Émile Virieu est correcteur d'imprimerie à Paris. Il est venu d'Étampes, après son baccalauréat, a exercé quelques emplois médiocres et a fini par trouver dans la cage de verre, où il est enfermé avec ses jeux d'épreuves à longueur de journée, le lieu clos qui lui procure la sécurité dans l'éloignement de ses semblables. Pour échapper à la vie d'hôtel, il a épousé, sans véritable amour, une jeune veuve de trois ans son aînée qu'il a connue comme dactylo à l'imprimerie. Après le mariage, Jeanne travaillera à domicile en devenant traductrice pour une maison d'édition.
La monotonie de cette vie calme et plate, sans autres événements qu'un voyage de vacances en Italie et l'achat d'un jeune chien, est interrompue par l'ébranlement du ménage de Géraldine, sœur d'Émile, fixée depuis longtemps à Paris. Son mari, Fernand Lamarck, est un homme débrouillard et exubérant. Un jour, il s'éprend d'une jeune fille qu'il entend épouser après un divorce auquel Géraldine, mère de famille responsable, n'entend pas souscrire.
Les choses tournent au tragique lorsque Fernand apprend par l'avocat de sa femme que les charges familiales résultant du divorce ne lui laisseront plus de quoi vivre, cependant que la jeune Lise Bourdet décide de mettre fin à leur liaison. Après une scène violente chez les Virieu, qui n'en peuvent mais, Fernand, ivre et désespéré, va se tuer devant la porte de sa maîtresse. 
Ce drame a marqué Émile plus que ne le laissent paraître son inertie, son apathie extérieure. Un matin, en allant au travail, il découvre l'existence d'une voisine de palier qui sort en même temps que lui pour aller faire son marché. La scène se reproduit les jours suivants et les Keller – c'est un couple de jeunes mariés récemment installé dans l'immeuble – invitent chez eux les Virieu. Lina Keller va profiter des rencontres matinales avec Émile pour l'aguicher. Quoiqu'un peu troublé, celui-ci ne réagit pas. Bientôt, ses malaises, jusqu'alors occasionnels, se compliquent de rêves plus ou moins obsédants. Un médecin, consulté, l'adresse à un neurologue, ce qui achève d'exaspérer Émile. Sur ces entrefaites, Lina, jouant le jeu d'une gamine provocante, lui propose de venir chez elle, un après-midi où Jeanne doit s'absenter. Émile s'y rend : devant ses traits figés, son visage sans expression, Lina prend peur. Mais ce n'est pas Lina que voit Émile : c'est « eux tous. Eux. Les Hommes. » Alors, il étrangle la jeune femme, rentre chez lui, prend le chien sur ses genoux et, quand son épouse reviendra, c'est presque avec soulagement qu'il lui annoncera la nouvelle.

## Aspects particuliers du roman
Le roman retrace le cheminement souterrain qui fait d’un psychopathe un criminel. « Étranger partout », le personnage principal manifeste une indifférence au monde aussi longtemps que le monde ne le dérange pas : c’est le cas de l’homme dont l’apparence normale dissimule l’incapacité d’établir une relation positive avec la société. Le laconisme de ses propos, dans les dialogues, est à la mesure de sa passivité, secrètement hostile.

## Fiche signalétique de l'ouvrage

### Cadre spatio-temporel

#### Espace
Paris.

#### Temps
Époque contemporaine.

### Les personnages

#### Personnage principal
Émile Vrieu. Correcteur aux Imprimeries Jodet et fils. Marié, pas d’enfants. 43 ans.

#### Autres personnages
- Jeanne Vrieu, épouse d’Emile, dactylo, puis traductrice, 46 ans
- Géraldine Lamarck, sœur d’Emile, mariée, trois enfants, 42 ans
- Fernand Lamarck, son mari, dessinateur dans une entreprise de publicité, 46 ans
- Lise Bourdet, maîtresse de Fernand Lamarck, 20 ans
- François Keller, représentant de commerce, et son épouse Lina, 20 ans.

## Éditions
- Édition originale : Presses de la Cité, 1971
- Tout Simenon, tome 15, Omnibus, 2003  (ISBN 978-2-258-06056-2)
- Romans durs, tome 12, Omnibus, 2013  (ISBN 978-2-258-09399-7)
- Le Livre de poche n° 33527, 2014  (ISBN 978-2-253-13392-6)
- Romans durs, tome 12, Omnibus, 2023  (ISBN 978-2-258-20269-6)

## Source
- Maurice Piron, Michel Lemoine, L'Univers de Simenon, guide des romans et nouvelles (1931-1972) de Georges Simenon, Presses de la Cité, 1983, p. 248-249  (ISBN 978-2-258-01152-6)